# Pablo González del Amo
Pablo González del Amo (Madrid, 1927 - ibíd., 4 de agosto de 2004) fue un montador cinematográfico español.
Responsable de películas de destacados directores del cine español como Carlos Saura, Elías Querejeta, Víctor Erice, Pilar Miró, José Luis García Sánchez, Manuel Gutiérrez Aragón, José Luis Borau o Fernando Fernán Gómez, entre otros, fue ganador de tres premios Goya, premio Nacional de Cinematografía y miembro fundador de la Academia de las Artes y las Ciencias Cinematográficas de España.

## Filmografía como montador
| - V. Cottafavi (dir.), Toro bravo / Fiesta brava, 1956 - D. Viladomat (dir.), Gayarre, 1958 - A. Fraga (dir.), O passarinho da ribeira, 1959 - A. Lopes Ribeiro (dir.), A primo Basilio, 1960 - J. E. de Sousa (dir.), Dom Roberto, 1961 - L. M. Delgado (dir.), Diferente, 1961 - F. Regueiro (dir.), El buen amor, 1963 - F. Regueiro (dir.), Amador, 1965 - C. Saura (dir.), La caza, 1965 - A. Fons (dir.), La busca, 1966 - C. Saura (dir.), Peppermint frappé, 1967 - M. Camus (dir.), Con el viento solano, 1967 - A. Eceiza (dir.), Último encuentro, 1967 - F. Regueiro (dir.), Si volvemos a vernos, 1968 - C. Saura (dir.), Stress-Es Tres-Tres, 1968 - C. Saura (dir.), La madriguera, 1969 - A. Fons (dir.), Fortunata y Jacinta, 1969 - A. Eceiza (dir.), Las secretas intenciones, 1970 - C. Saura (dir.), El jardín de las delicias, 1970 - J.A. Nieves Conde (dir.), Historia de una traición, 1971 - M. Summers (dir.), Adiós, cigüeña, adiós, 1971 - L. Klimovsky (dir.), La casa de las chivas, 1971 - F. Regueiro (dir.), Carta de amor de un asesino, 1972 - V. Aranda (dir.), La novia ensangrentada, 1972 - C. Saura (dir.), Ana y los lobos, 1973 - M. Gutiérrez Aragón (dir.), Habla, mudita, 1973 - V. Erice (dir.), El espíritu de la colmena, 1973 - J. L. Borau (dir.), Hay que matar a B., 1974 - C. Saura (dir.), La prima Angélica, 1974 - C. Saura (dir.), Cría cuervos, 1976 - R. Franco (dir.), Pascual Duarte, 1976 - A. Fons (dir.), Emilia, parada y fonda, 1976 | - J. Chávarri (dir.), A un dios desconocido, 1977 - C. Saura (dir.), Elisa, vida mía, 1977 - C. Saura (dir.), Mamá cumple cien años, 1979 - J. Chávarri (dir.), Dedicatoria, 1980 - C. Saura (dir.), Deprisa, deprisa, 1980 - C. Saura (dir.), Bodas de sangre, 1981 - C. Saura (dir.), Dulces horas, 1981 - V. Erice (dir.), El sur, 1983 - M. Gutiérrez Aragón (dir.), Feroz, 1984 - M. Armendáriz (dir.), Tasio, 1984 - J. L. García Sánchez (dir.), La corte de faraón, 1985 - B. Martín Patino (dir.), Los paraísos perdidos, 1985 - J. Chávarri (dir.), El río de oro, 1986 - F. Fernán Gómez (dir.), El viaje a ninguna parte, 1986 - A. Martínez Torres (dir.), El pecador impecable, 1987 - J. L. García Sánchez (dir.), Divinas palabras, 1987 - J. Molina (dir.), Esquilache, 1989 - C. Saura (dir.), ¡Ay, Carmela!, 1990 - J. L. Bigas Luna (dir.), Las edades de Lulú, 1990 - J. A. Zorrilla (dir.), El invierno en Lisboa, 1991 - J. L. García Sánchez (dir.), La noche más larga, 1991 - E. Martínez Lázaro (dir.), Amo tu cama rica, 1991 - G. Vera (dir.), Una mujer bajo la lluvia, 1992 - J. L. García Sánchez (dir.), Tirano Banderas, 1993 - J. L. García Sánchez (dir.), Suspiros de España (y Portugal), 1995 - F. Fernán Gómez (dir.), Pesadilla para un rico, 1996 - P. Miró (dir.), El perro del hortelano, 1996 - J. L. García Sánchez (dir.), Tranvía a la Malvarrosa, 1996 - J. L. García Sánchez (dir.), Siempre hay un camino a la derecha, 1997 - F. Vega (dir.), Grandes ocasiones, 1997 - J. L. García Sánchez (dir.), Adiós con el corazón, 2000 |

Su última película fue Obra maestra de David Trueba, en 2000.

## Premios y candidaturas
Premios Goya
| Categoría     | Año  | Película                 | Resultado |
| ------------- | ---- | ------------------------ | --------- |
| Mejor montaje | 1986 | El viaje a ninguna parte | Candidato |
| Mejor montaje | 1987 | Divinas palabras         | Ganador   |
| Mejor montaje | 1989 | El mar y el tiempo       | Candidato |
| Mejor montaje | 1990 | ¡Ay, Carmela!            | Ganador   |
| Mejor montaje | 1993 | Tirano Banderas          | Ganador   |
| Mejor montaje | 1996 | El perro del hortelano   | Candidato |

Otros
- Premio Nacional de Cinematografía (1982).

## Homenajes
Diego Galán dirigió el largometraje documental biográfico Pablo G. del Amo, un montador de ilusiones, que se estrenó en 2005. Del Amo participó en el montaje, fue su último trabajo.